# Psychedelisch

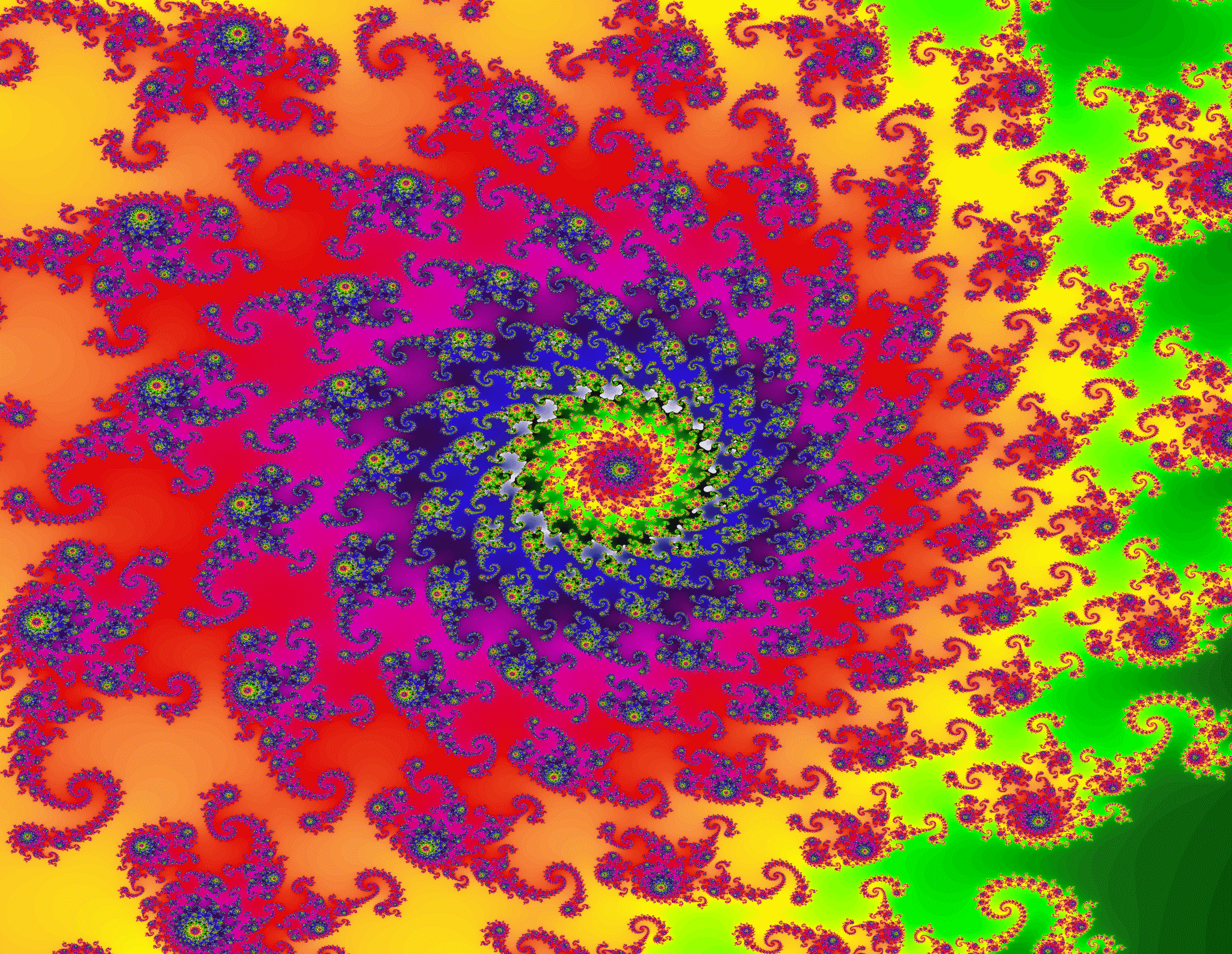
Een spiraalpatroon, enigszins vergelijkbaar met hetgeen kan worden waargenomen tijdens een psychedelische ervaring.

De term psychedelisch is samengesteld uit de Griekse woorden ψυχή (psuchē, ziel) en δηλοῦν (dēloun, openbaren) en betekent vertaald 'geest-openbarend'. Kenmerken van een psychedelische ervaring zijn dat iemands geest op een voorheen onbekende manier waarneemt, of buiten zijn gebruikelijke beperkingen, en ongeremd is. Een psychedelische toestand kan een verscheidenheid aan ervaringen zijn die op verschillende manieren kunnen worden opgewekt, bijvoorbeeld door zintuiglijke prikkeling, sensorische deprivatie of hallucinogene stoffen. Dergelijke ervaringen zijn onder andere hallucinaties, veranderingen van perceptie, synesthesie, veranderde staten van bewustzijn, mystieke staten en soms ook psychose-achtige staten.
De term werd voor het eerst gebezigd door de Britse arts Humphry Osmond in 1957, die experimenteerde met lsd. Aldous Huxley suggereerde de term "phanerothyme", afgeleid van de Griekse woorden voor "laten zien" en "geest". Osmond schreef hem een puntdicht terug: "To fathom hell or soar angelic, just take a pinch of psychedelic" (Om de hel te doorgronden of om op te stijgen als een engel, hoeft men slechts een snufje psychedelische drugs te nemen).